# 巴哈1000

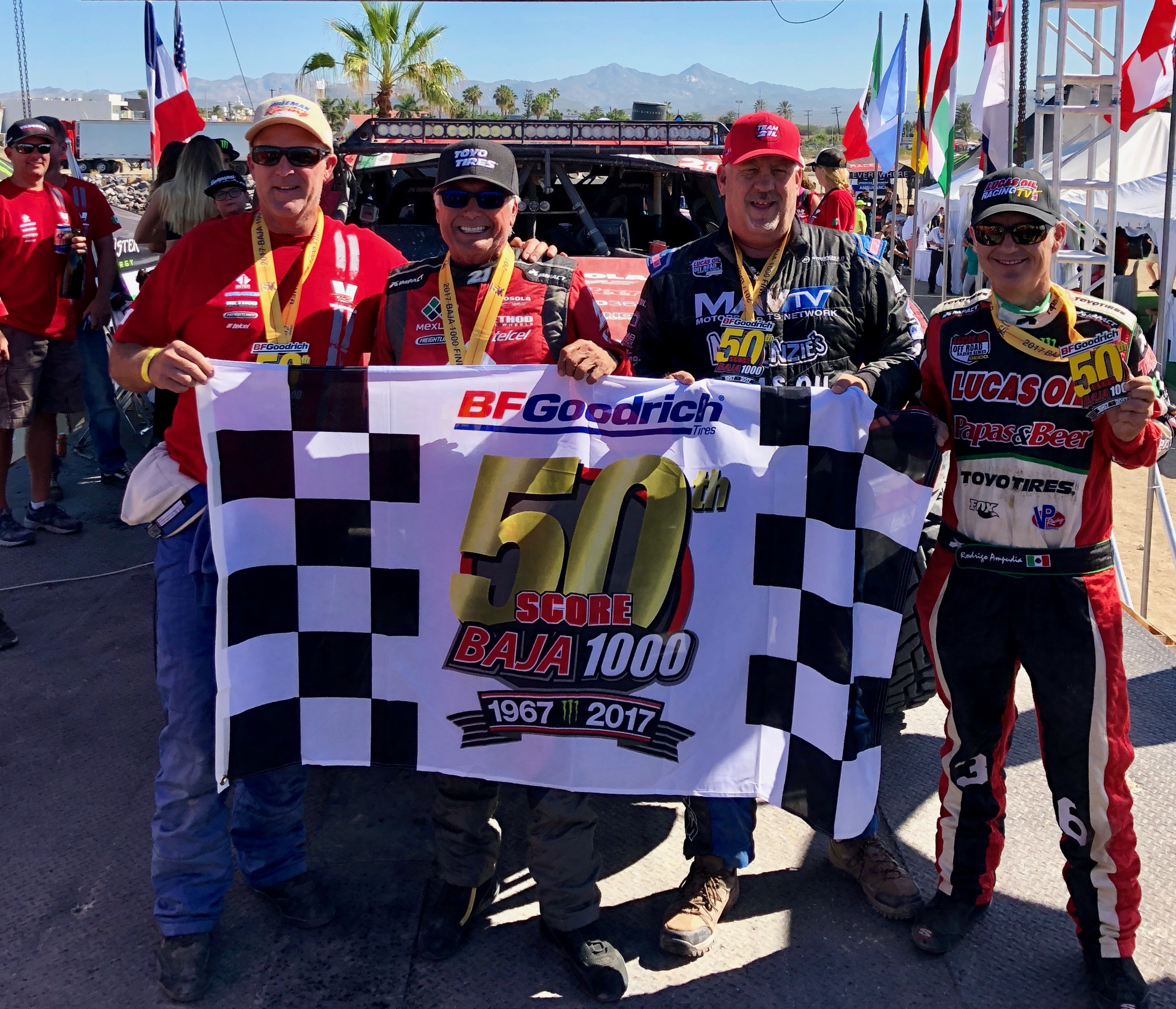
巴哈1000

巴哈1000是每年在墨西哥下加利福尼亞半島举行的越野賽。 该项赛事于1967年创办。  几乎每场赛事的起訖點都是恩森那達以及拉巴斯或者起訖點均位於恩森那達的环形比赛。